# Менгесту, Динау
Дина́у Менге́сту или Ди́но Мендже́сту (англ. Dinaw Mengestu, амх. ዲናው መንግስቱ, род. 30 июня 1978, Аддис-Абеба, Эфиопия) — американский журналист и писатель эфиопского происхождения.

## Биография
Динау Менгесту родился 30 июня 1978 года в Аддис-Абебе (Эфиопия), однако в двухлетнем возрасте вместе с родителями эмигрировал в США и поселился в городке Пеория, штат Иллинойс. Окончил среднюю школу в Оук-Парке, штат Иллинойс, затем изучал английский язык и литературу в Джорджтаунском и Колумбийском университетах.
Как журналист, писал для журнала «Rolling Stone» репортажи о войне в Дарфуре, а для журнала «Jane Magazine» — о войнах в Уганде. Публиковался также в журнале «Harper's Magazine» и в газете «The Wall Street Journal».
В 2007 году Динау Менгесту опубликовал свой первый роман «The Beautiful Things that Heaven Bears» (в Великобритании этот роман был издан в 2008 году под названием «Children of the Revolution»), а в 2010 году — второй роман «How to Read the Air». Оба романа получили признание и принесли Динау Менгесту многочисленные награды, в том числе стипендию Фонда Макартура в 2012 году. В 2014 году Динау Менгесту опубликовал свой третий роман — «All Our Names». В 2024 году вышел новый роман Динау Менгесту — «Someone Like Us».

## Избранная библиография
- The Beautiful Things that Heaven Bears (2007)
- How to Read the Air (2010)
- All Our Names (2014)
- Someone Like Us (2024)